# Circular Brain

## Circular Brain
Circular Brain é uma empresa brasileira de tecnologia fundada em 2019, especializada em soluções digitais para a economia circular, com foco na rastreabilidade, logística reversa e reinserção de matérias-primas críticas derivadas de resíduos de equipamentos eletroeletrônicos (REEE). Com sede em Jundiaí, São Paulo, a Circular Brain é pioneira no desenvolvimento de sistemas digitais que conectam fabricantes, recicladores, transportadoras, consumidores e governos em um ecossistema integrado e inteligente. A empresa é reconhecida como uma das startups mais inovadoras do setor de economia circular da América Latina e foi mencionada como um dos 4 cases globais para a Circularidade da Indústria Eletretrônica Globalmente em estudo conduzido pela International Telecommunication Union (ITU) uma agencia especializada em tecnologia da Organização das Nações Unidas (ONU)  - Veja o Artigo aqui e é a única Start-Up Brasileira com foco no problema do Resíduo Eletrônico contida no Ellen MacArthur Foundation - Circular Startup Index - Acesse aqui.

## História
A Circular Brain foi fundada por Marcus William Oliveira, biomédico e empreendedor com atuação destacada em sustentabilidade e inovação e Marcello Fornari, engenheiro da computação que atuou no mercado de reciclagem e desenvolvimento de soluções de tecnologia. Com base em experiências anteriores no setor de gestão de resíduos e em tecnologias disruptivas, a empresa foi criada com o objetivo de tornar a circularidade viável, mensurável e economicamente atrativa.
Em 2021, a Circular Brain recebeu um aporte seed de R$ 3 milhões da Barn Investimentos e do grupo BR Angels. Em 2025, a empresa captou R$ 20 milhões em uma nova rodada liderada pela Lorene Urban Mining, com foco na mineração urbana e expansão de operações. Essa parceria consolidou a maior operação de mineração urbana de eletrônicos da América Latina com números significativos, como tendo processado mais de 100.000 toneladas nos primeiros 3 anos de operação da Plataforma e mais de 4 toneladas de ouro recuperadas.

## Economia Circular e Inovação
A economia circular é um modelo econômico que busca eliminar o desperdício e manter os recursos em uso pelo maior tempo possível. A Circular Brain aplica esse conceito através da plataforma CIRCULARE, que digitaliza o ciclo de vida de produtos eletroeletrônicos e seus componentes. A plataforma integra dados logísticos, fiscais, ambientais e operacionais, garantindo rastreabilidade total e permitindo a comprovação de metas regulatórias e ESG.
Por meio da Circulare, a empresa viabiliza operações de logística reversa individual e coletiva, com sistemas de certificação ambiental, balanços de massa lastreados e a geração de relatórios automáticos de conformidade. A plataforma também incorpora tecnologias emergentes, como blockchain, tokenização de ativos ambientais, e IA para previsão de demanda de reciclagem.

## Atuação
A Circular Brain está presente em todos os estados do Brasil por meio de sua rede de recicladores homologados. A empresa processou 55 mil toneladas de resíduos eletrônicos em 2024 e projeta mais de 100 mil toneladas em 2025. Seus clientes incluem fabricantes de eletroeletrônicos, indústrias farmacêuticas, empresas logísticas e administrações municipais.
Entre as ações de maior visibilidade estão os mutirões de coleta domiciliar em parceria com a Lalamove, o projeto Circulare para inclusão produtiva de recicladores, e a presença no World Circular Economy Forum (WCEF). A Circular Brain também participa ativamente de grupos de trabalho sobre Passaporte Digital de Produto (DPP) e regulamentações internacionais para cadeias circulares.

## Parcerias e Reconhecimento
A empresa possui parcerias estratégicas com:
Lorene Urban Mining
Whirlpool
Eurofarma
Lalamove
BR Angels
Barn Investimentos
Foi selecionada para o programa Scale-Up da Endeavor Brasil e mencionada em publicações como Capital Reset, Valor Econômico, Estadão Mobilidade e Revista PEGN. Em 2025, foi listada no Circular Startup Index da Fundação Ellen MacArthur.